# 디시디시컨버터

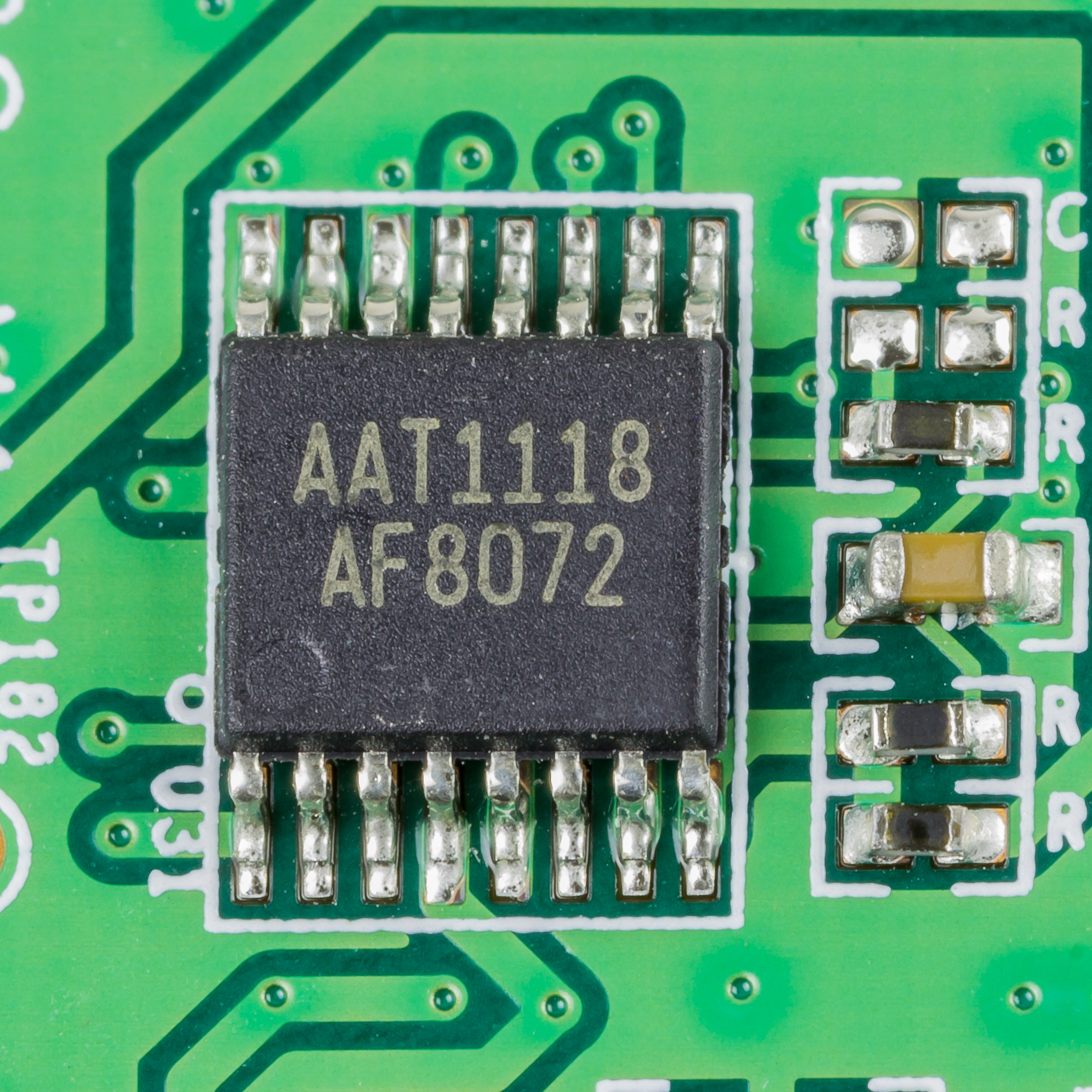

디시디시컨버터(DC-to-DC converter)는 직류 전원(DC)을 한 전압 레벨에서 다른 전압 레벨로 변혼하는 기계전기식 장치 또는 전자 회로이다. 변전의 일종이다. 파워 레벨은 매우 낮은(소형 배터리) 레벨에서부터 매우 높은 레벨(고압 송전)에 이르기까지 다양하다.

## 이용
디시디시컨버터는 휴대 전화, 랩톱 등 휴대용 전자기기들에 사용되며 주로 전지로부터 전원을 공급받는다. 이러한 전자기기들은 여러 분기회로를 포함하는 경우가 있으며 회로 제각기 배터리 또는 외부 공급 전원에 의해 공급되는 것과는 다른 자체적인 전압 레젤 요건이 있다. 게다가 배터리식 전압은 축적된 에너지를 다 써버린 경우 감퇴하는 경향이 있다. 스위치형 디시디시컨버터는 부분적으로 낮아진 배터리 전압으로부터 전압을 증가하는 방식을 제공하므로 동일한 것을 달성하기 위해 여러 배터리를 사용하지 않아도 되므로 공간을 절약할 수 있다.
대부분의 디시디시컨버터는 출력 전압도 통제한다.

## 같이 보기
- 스위치 모드 파워 서플라이